# Max Thieriot
Maximillion Drake Thieriot, mais conhecido como Max Thieriot (Los Altos Hills, 14 de outubro de 1988), é um ator e diretor americano. É conhecido por interpretar Dylan Massett na série televisiva Bates Motel e Clay Spencer na série televisiva SEAL Team.

## Biografia
Nascido em Los Altos Hills, Califórnia, é filho de Bridgit (Snyder) e George Cameron Thieriot. Ele tem uma irmã, Frankie, e um irmão, Aidan. Max foi criado em Occidental, Califórnia: graduou-se em 2002 no ensino médio de Sonoma Country Day School, em Santa Rosa, Califórnia. Em 2006, graduou-se na El Molino High School, em Forestville, Califórnia.
A família Thieriot era dona do jornal San Francisco Chronicle, que foi fundado em 1865 pelos adolescentes: Michael H. De Young (tetravô de Max) e seu irmão Charles De Young. Inicialmente, o jornal chamava-se The Daily Dramatic Chronicle, e Charles e Richard Thieriot eram os editores e redatores. Os avós paternos de Max, Ferdinand e Francisca Thieriot, morreram no naufrágio do SS Andrea Doria em 1956.

## Carreira
Max assinou com o gerente Don Gibble depois de fazer aulas de improvisação teatral. Ele foi modelo para a GAP e participou de dois curta-metragens antes de ser escalado para o seu primeiro longa-metragem, Catch That Kid, uma aventura de comédia também protagonizada por Kristen Stewart e Corbin Bleu. Logo depois, em 2005, foi escalado para o filme The Pacifier, fazendo Seth Plummer, um dos membros de uma família que é protegida por um oficial da marinha, vivido por Vin Diesel.
Em 2008, atuou em Jumper como o protagonista David (na adolescência), uma adaptação do livro homônimo escrito por Steven Gould em 1992. No mesmo ano, atuou em Kit Kittredge: An American Girl, um drama que conta a história de uma garota que enfrenta dificuldades durante a Grande Depressão. 
Em 2010, protagonizou A Sétima Alma como Bug, filme de terror dirigido por Wes Craven. Em 2012, protagonizou House at the End of the Street com Jennifer Lawrence e Elisabeth Shue. Em 2013, se juntou ao elenco principal da série Bates Motel, onde interpreta Dylan Massett, o filho mais velho e problemático de Norma Louise Bates (Vera Farmiga), e meio-irmão do famoso futuro psicopata Norman Bates (Freddie Highmore). O show tem recebido muitas críticas positivas.
Em 2015, ele participou da minissérie Texas Rising, seu personagem é John "Jack" Hays, um capitão do Texas Ranger Division.

## Vida pessoal
Em 2012, Thieriot ficou noivo de Lexi Murphy, sua namorada por sete anos. Ele propôs durante uma viagem para o Caribe, onde o casal se conheceu quando eram adolescentes. Em 1 de junho de 2013, eles se casaram no Arizona. O casal anunciou que tiveram seu primeiro filho, um menino chamado Beaux Thieriot, no final de dezembro de 2015. Através do casamento da irmã, Frankie, Thieriot é o cunhado do ex-jogador de beisebol (o lançador) do Philadelphia Phillies, Michael Stutes. Além de ator, Thieriot também é um vinicultor. Ele, junto com os amigos de infância Christopher Strieter e Myles Lawrence-Briggs, possui vinhas em sua cidade natal e distribui o vinho através da marca Senses. Na terceira temporada de Bates Motel, os personagens principais podem ser vistos bebendo Senses durante uma cena de um jantar em familia.

## Filmografia

### Cinema
| Ano  | Título                          | Papel                 |
| ---- | ------------------------------- | --------------------- |
| 2004 | Catch That Kid                  | Gus                   |
| 2005 | The Pacifier                    | Seth Plummer          |
| 2007 | The Astronaut Farmer            | Shepard Farmer        |
| 2007 | Nancy Drew                      | Ned Nickerson         |
| 2008 | Jumper                          | David Rice (jovem)    |
| 2008 | Kit Kittredge: An American Girl | Will Shepherd         |
| 2010 | My Soul to Take                 | Adam "Bug" Hellerman  |
| 2010 | Stay Cool                       | Luke                  |
| 2010 | Chloe                           | Michael Stewart       |
| 2011 | The Family Tree                 | Eric Burnett          |
| 2011 | Foreverland                     | William "Will" Rankin |
| 2012 | Yellow                          | Nowell (jovem)        |
| 2012 | Disconnect                      | Kyle                  |
| 2012 | House at the End of the Street  | Ryan Jacobson         |
| 2015 | Point Break                     | Jeff                  |

### Televisão
| Ano           | Título       | Papel            | Notas                             |
| ------------- | ------------ | ---------------- | --------------------------------- |
| 2012          | Dark Horse   | Carter Henderson | Unsold pilot                      |
| 2013-2017     | Bates Motel  | Dylan Massett    | 48 episódios; dirigiu um episódio |
| 2015          | Texas Rising | John "Jack" Hays | Minissérie; 5 episódios           |
| 2017–presente | SEAL Team    | Clay Spenser     | 44 episódios                      |

### Direção
| Ano  | Título      | Notas              |
| ---- | ----------- | ------------------ |
| 2017 | Bates Motel | Episódio: "Hidden" |

## Prêmios & indicações
| Ano  | Trabalho                        | Prêmio / Categoria | Resultado |
| ---- | ------------------------------- | --- | --------- |
| 2009 | Kit Kittredge: An American Girl | Young Artist Award / Melhor Performance em um Longa-Metragem - Jovem Elenco (com Abigail Breslin, Madison Davenport, Austin Macdonald, Zach Mills e Willow Smith) | Vencedor  |
| 2006 | The Pacifier                    | Young Artist Award / Melhor Performance em um Longa-Metragem - Jovem Ator Coadjuvante                                                                             | Vencedor  |